# 秋田県道111号桂瀬笹館線
秋田県道111号桂瀬笹館線（あきたけんどう111ごう かつらせささだてせん）は、秋田県北秋田市から大館市に至る一般県道である。市境界部分に通行不能区間がある。

## 概要
北秋田市浦田の国道105号から東へ分岐し阿仁川を渡る。秋田内陸縦貫鉄道 秋田内陸線と交差して桂瀬駅を通り、北秋田市立森吉中学校から山間部を東へ進み、小猿部川沿いに北秋田市明利又まで進む。ここから未舗装道路となり、さらに上流へ進むといったん路線が途切れる（通行不能区間）。
大館市比内町谷地中（小柄沢・立又鉱山跡）付近から未舗装区間の路線が始まり、北上し、弥助集落から改良済みの舗装区間が始まる。大巻集落まで北上すると終点まで田園風景が広がり、大館市比内町笹舘の水無交差点で国道285号へ接続する。
北秋田市明利又から分岐する仙戸石林道（未舗装）を進むと竜ヶ森山頂への登山口や竜ヶ森キャンプ場がある。

### 路線データ
- 総延長 : 26.300 km[2]
- 実延長 : 23.560 km[2]
- 起点 : 秋田県北秋田市浦田字家の下10番1地先（国道105号交点）[3]北緯40度6分16.17秒 東経140度24分23.95秒
- 終点 : 秋田県大館市比内町笹館字水無96番3地先（水無交差点・国道285号交点）[3]北緯40度12分26.48秒 東経140度33分56.84秒
- 未供用区間 : 北秋田市仙戸石沢外3国有林2143林班ロ2小班 - 大館市比内町大葛外3字丹内沢外5国有林137林班ロ小班[4]

## 歴史
- 1972年（昭和47年）11月9日 - 秋田県道に認定される[3]。
- 1982年（昭和57年）4月1日 - 一般国道285号の終点が北秋田郡鷹巣町から鹿角市に変更され、当県道と接続する。
- 2014年（平成26年）3月25日 - 通行不能区間の北秋田市仙戸石沢外3国有林2143林班ロ2小班 - 大館市比内町大葛外3字丹内沢外5国有林137林班ロ小班まで供用を廃止し、未供用区間にする。[4]

## 路線状況

### 冬期閉鎖区間
- 区間 : 北秋田市七日市明利又 - 北秋田市仙戸石沢国有林[5]
  - 期日 : 11月下旬 - 5月初旬[6]
- 区間 : 大館市比内町糸柄沢国有林 - 大館市比内町谷内中弥助[5]
  - 期日 : 11月下旬 - 4月中旬[7]

### 交通不能区間
- 北秋田市仙戸石沢国有林 - 大館市比内町小柄沢国有林[8]、2.7 km[2]

## 地理

### 交差する道路
| 施設名                              | 接続路線名                | 備考               | 所在地                                                              |
| ----------------------------------- | ------------------------- | ------------------ | ------------------------------------------------------------------- |
|                                     | 国道105号                 | 起点 県道146号終点 | 北秋田市浦田字家の下                                                |
|                                     | 秋田県道146号桂瀬停車場線 |                    | 北秋田市浦田字高淵                                                  |
|                                     | 秋田県道198号揚の下岩脇線 | 県道198号起点      | 北秋田市七日市字若木岱北緯40度6分10.86秒 東経140度26分36.72秒       |
| 〈北秋田市側終点〉                  |                           |                    | 北秋田市仙戸石沢国有林北緯40度6分56.05秒 東経140度31分50.63秒       |
| 【未供用区間・交通不能区間】 2.7 km |                           |                    |                                                                     |
| 〈大館市側起点〉                    |                           |                    | 大館市比内町谷地中小柄沢国有林北緯40度8分40.5秒 東経140度33分35.8秒 |
| 水無交差点                          | 国道285号                 | 終点               | 大館市比内町笹館字水無                                              |

### 沿線の施設
- 秋田内陸縦貫鉄道 秋田内陸線
  - 桂瀬駅
- 北秋田市立森吉中学校
- 竜ヶ森登山口、キャンプ場（仙戸石林道経由）